# Мазин, Николай Петрович
Николай Петрович Мазин (18 ноября [1 декабря] 1909, Мазинский, область Войска Донского — 1972) — советский партийный и государственный деятель.

## Биография
Родился 18 ноября (1 декабря) 1909 на хуторе Мазинский (ныне — в Нехаевском районе Волгоградской области).
- 1928—1929 — секретарь сельского Совета (Нижне-Волжский край)
- 1936 — 1.1938 — преподаватель Московского института кооперативной торговли
- 1.1938 — 7.1939 — 3-й секретарь Северо-Осетинского областного комитета ВКП(б)
- 7.1939 — 1.1940 — секретарь Северо-Осетинского областного комитета ВКП(б) по пропаганде и агитации
- 1.1940 — 4.1944 — 1-й секретарь Северо-Осетинского областного комитета ВКП(б)
- 1942—1944
  - председатель Орджоникидзевского — Владикавказского комитета обороны
  - член Военного Совета 37-й армии
  - начальник Штаба партизанского движения
- 10.4.1944 — 5.1949 — 1-й секретарь Кабардинского областного комитета ВКП(б)
- 5.1949 — 1951 — заместитель председателя Исполнительного комитета Кировского областного Совета
- 1951—1954 — старший преподаватель Кировского педагогического института
- 4 — 11.1954 — 1-й секретарь Верховинского районного комитета КПСС (Кировская область)
- 1955 — 7.1963 — старший преподаватель Кировского педагогического института
- 7.1963 — в Ростове-на-Дону

## Образование
- окончил Саратовский кооперативный техникум
- окончил Московский институт кооперативной торговли
- слушатель Высшей партийной школы при ЦК ВКП(б)

## Награды
- Орден Ленина (13 января 1943) — за успешное выполнение задания Правительства по строительству оборонительных рубежей
- Орден Ленина
- Орден Ленина
- Орден Красной Звезды
- Орден Трудового Красного Знамени